# 西夫赖和马尔瓦桑
西夫赖和马尔瓦桑（法語：Xivray-et-Marvoisin）是法国默兹省的一个市镇，属于科梅尔西区（Arrondissement de Commercy）。该市镇总面积14.45平方公里，2009年时的人口为86人。

## 人口
西夫赖和马尔瓦桑人口变化图示